# 島根県公安委員会
島根県公安委員会（しまねけんこうあんいいんかい）は、島根県警察を管理するため島根県知事所轄の下に設置される行政委員会である。3人の委員で構成される。所在地は松江市殿町8-1である。

## 委員
- 委員長
  - 石田健二
- 委員
  - 高橋美佐子（委員長代理）
  - 金崎智枝

## 下部組織
- 島根県警察